# Peter Beagrie
‎
Peter Sidney Beagrie, angleški nogometaš, * 28. november 1965, Middlesbrough, Anglija, Združeno kraljestvo.
Beagrie je igral za klube: Middlesbrough F.C. Sheffield United F.C. Stoke City F.C. Everton F.C. Manchester City F.C. Bradford City A.F.C. Wigan Athletic F.C. in Scunthorpe United F.C.